# Il mercante di Venezia (film 1973)
Il mercante di Venezia (The Merchant of Venice) è un film per la televisione del 1973 diretto da John Sichel. 
Si tratta di una ripresa televisiva dell'opera teatrale di Shakespeare, con protagonista Laurence Olivier (Shylock).

## Trama
A Venezia, Shylock chiede una libbra della carne di Antonio se costui, suo debitore non riuscirà a ripagargli un debito di cui si era fatto garante per Bassanio. Antonio accetta il patto ma, al momento del pagamento, non riesce a restituire il denaro. Davanti al Doge, a difendere Antonio si presenta Baldassarre, un avvocato che è, in realtà, Porzia, la moglie di Bassanio, travestitasi così all'insaputa di tutti. Porzia riesce a risolvere la causa facendo notare che se Shylock vorrà avere a tutti i costi la libbra di carne, potrà averla ma senza versare neanche una goccia di sangue di un cristiano. In caso contrario, sarà condannato a morte e i suoi beni confiscati. Abbandonato anche dalla figlia Jessica, Shylock cede.

## Produzione
Il film fu prodotto nel Regno Unito da Associated Television (ATV) e National Theatre.

## Distribuzione
Lo spettacolo fu trasmesso negli Stati Uniti dalla ABC il 7 ottobre 1973 e nel Regno Unito il 10 febbraio 1974 da ITV - Independent Television. In Italia venne proiettato in prima al Festival teatrale di Positano il 10 agosto 1974, in presenza dei protagonisti del film Laurence Olivier e sua moglie Joan Plowright. In questa occasione a Olivier gli fu consegnato il premio Pulcinella d'oro da Eduardo De Filippo. Venne trasmesso in televisione il 2 novembre dello stesso anno.